# D→A:WHITE
『D→A:WHITE』（ディーエーホワイト）はトンキンハウスより2004年12月2日に発売されたPlayStation 2用ゲームソフト。

## 概要
2003年の『D→A:BLACK』の続編。前作の「継続エンド」でその存在を示唆されていた。多彩なウィンドウ表示やムービーを駆使した「アクションノベル」の演出は今回も健在。前作からの変更点は以下の通り。
戦闘バリエーションの増加
前作の戦闘参加者は、主人公・ユリエル・リンの3名で固定だった。今作は夏希・ひいろ・恵都・セリアも加わる機会があり、シナリオの展開によって同じ敵が相手でも味方の顔ぶれが異なるということがある。
イベントCGに主人公の顔が明確に表現される
恋愛ゲームでは目を描かないなど主人公の表現をあいまいにして、プレイヤーが自己投影をしやすくする手法がよく用いられる。前作の時点では盛政樹プロデューサーにも迷いがあり、主人公について「あまり顔を出さないように」という指示を出していた。しかし今作では盛の中で方向性が決まったこともあり、顔を出してよいことにした。そのためCGの表現はより自然なものとなり、プレイヤーの分身ではない1人のキャラクターとしての主人公とヒロインの関係が感じられるようになった。

## ストーリー
すべてが榎本ひいろの見る夢であったことが明らかになり、世界は崩壊を始めた。しかしひいろは夢を「第二の現実」とし、その中で生きていくことを選ぶ。そして新城灯夜は彼女の選んだ世界を守るため、破滅をもたらすモノを撃退するのだった。
それから2か月。ゆっくりと成長しつつあるこの新たな世界に、再び滅びの影が差す。

## 登場キャラクター
新城 灯夜（しんじょう とうや）
声 : 下野紘
主人公。表向きは涼英学園2年生として生活しているが、実は悪しき存在「クリープ」を狩る死神である。
ユリエル・アーレンクライン
声 : 桑谷夏子
クリープを狩る「白夢」に属する天使。灯夜のパートナーだが、自負心の強さからつい彼に反発してしまう。
神楽 夏希（かぐら なつき）
声 : 川上とも子
灯夜の同級生。「普通な自分」に嫌気がさしていたところ、一般人には見えないクリープが自分には見えることに気づき、それ以来灯夜たちに協力するようになる。
榎本 ひいろ（えのもと ひいろ）
声 : 南里侑香
夏希の親友。交通事故で両親を亡くしたことをきっかけに、この夢の世界を創り出した。前作では入院していたが、今作では涼英学園に通いつつ対クリープ戦に参加する。
和泉 恵都（いずみ けいと）
声 : 井上喜久子
涼英学園の校医で、クリープ狩りのリーダー。かつては天使だったが、現在は堕天してサキュバスとなっている。意図的に不真面目な態度を装っている。
リン
声 : 松来未祐
灯夜の使い魔。日常生活ではメイドとして働き、クリープ狩りの時は動物形態に変身して回復を担当する。心優しいが、いささか天然ボケ気味。
御堂 愛（みどう まな）
声 : 浅川悠
ひいろの守護騎士として誕生した女性。前作で使命を終えて消滅したはずだったが、今作ではなぜか復活しており、しかも敵対行動を取る。
イフリース・アージェント
声 : 志倉千代丸
高位の天使。白夢以外の存在を軽視しており、灯夜のことも侮っている。ユリエルに対しては何かしら思うところがあるらしい。
セリア・アーレンクライン
声 : 金田朋子
ユリエルの妹。まだ10歳ながら白夢としての能力は高い。灯夜を「お義兄様」と呼ぶ。まだまだ子供っぽいが、子供扱いされると怒る。
クー
声 : 森永理科
いたるところでアルバイトをしている謎の少女。
伊沢 大樹（いざわ たいき）
声 : 内野一
灯夜の同級生。夏希に気があるようだが、彼女と灯夜の関係を好意的に見守っている。

## スタッフ
- プロデューサー・原作 : 盛政樹
- ディレクター : 小山芳之
- キャラクターデザイン : 村上水軍
- クリープデザイン&モデリング : 金子智成
- シナリオ : TONKINHOUSE、盛政樹
- 音楽 : 林克洋
- オープニングテーマ : From silent sky
- エンディングテーマ : シロキカギロヒ
  - 作詞・作曲 : 志倉千代丸、編曲 : 上野浩司 / 歌 : tiaraway

## 関連商品
- 書籍
  - D→A:WHITE オフィシャル攻略ガイド（コーエー）ISBN 4775802496
  - D→A ビジュアルファンブック（エンターブレイン）ISBN 4-7577-2225-7
- CD
  - D→A:WHITE Sound Collection（サイトロン・デジタルコンテンツ）
  - D→A Vocal Collection（サイトロン・デジタルコンテンツ）